# Полиция Пуэрто-Рико
Полиция Пуэрто-Рико (англ. Puerto Rico Police Bureau) — управление Полицейских сил Содружества Пуэрто-Рико, с его юрисдикцией по всей территории острова.

## Отделы
- Бюро дорожного патруля
- Отдел специальных операций
- Отдел тактических операций
- Бригада моторизованного воздействия
- Объединенные силы быстрого воздействия
- Отдел банковских грабежей и мошенничества
- Бюро организованной преступности
- Администрация защиты и обеспечения безопасности
- Специальный отдел арестов и экстрадиции
- Корпус уголовного розыска